# パウル・グリュンマー
パウル・グリュンマー (Paul Grümmer, 1879年2月26日 - 1965年10月30日) は、ドイツのチェリスト、ヴィオラ・ダ・ガンバ奏者である。

## 生涯

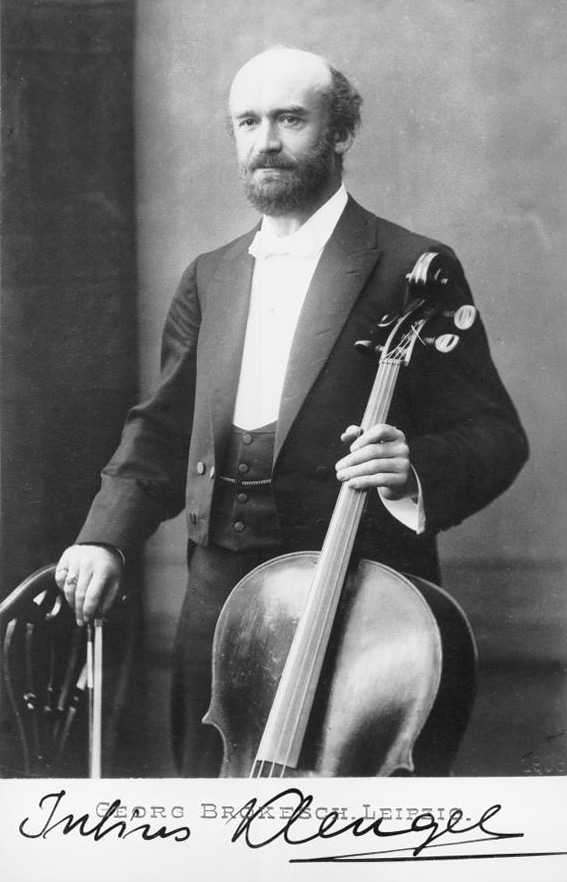
師ユリウス・クレンゲル (1903年)

1879年2月26日、チューリンゲン地方東部ゲーラに生まれる。父のデトレフはシュレスヴィヒ・ホルシュタイン出身の宮廷音楽家で、ゲーラのロイス侯爵邸のオーケストラのコンサートマスターを勤めたり、室内楽の演奏を行ったりした。
8歳の時から父よりヴァイオリンを習い、14歳になると、フリードリヒ・グリュッツマッハーの弟子であり、ゲーラ市のオーケストラのチェリストを務めたエミール・ベーメ、および宮廷音楽家のフリードリクスからチェロのレッスンを受けた。その後、ライプツィヒ音楽院でユリウス・クレンゲルとフーゴー・メラーに師事し、さらにフランクフルトでフーゴー・ベッカーに師事した。また、ウジェーヌ・イザイ、アルトゥール・ニキシュを芸術上の模範とした。
1898年にドイツ、ラトヴィア、ヨーロッパ各地でコンサートを開いたのち、1902年にはイギリス王、イギリス王妃の前で演奏を行い、コヴェント・ガーデンを中心にソリストとしての活動をアメリカやヨーロッパ各地で展開した。ヴィルヘルム・バックハウス、ヤン・クーベリック、ブロニスワフ・フーベルマン、ヴァーシャ・プシホダ、フランツ・フォン・ヴェチェイらと共演するとともに、自身のオーケストラを組織して演奏旅行を行ったり、1905年にはウィーン楽友協会オーケストラ、ウィーン国立歌劇場管弦楽団のソロ・チェリストに就任したりした。また、ドイツ各地の宮廷や、イギリスの王宮でも演奏を行った。
室内楽の分野でも、ヤン・クーベリック弦楽四重奏団の一員として活躍するとともに、1919年にはブッシュ弦楽四重奏団の創立に携わった。第1ヴァイオリンはアドルフ・ブッシュ、第2ヴァイオリンはカール・ライツ、ヴィオラはエミール・ボーンケという布陣で、ベルリンで創設したのち、デュッセルドルフのリッターザールでデビューコンサートを行った。その後は各種弦楽四重奏曲のレコーディングを行ったり、ソリストとしてブラームスの『ヴァイオリンとチェロのための二重協奏曲』をブッシュと共演したりしたが、ナチス・ドイツが台頭すると、ナチスの支持者であったグリュンマーと他の3名が対立し、1930年に脱退した。なお、グリュンマーの後任はヘルマン・ブッシュであった。
ウィーン、ケルン、ベルリンなどで教鞭を取ったのち、1946年に引退し、スイスのツオリコンに移住して後進の指導を行った。また、生地ゲーラの名誉市民となった。1965年10月30日に永眠し、スイス中北部のツークに葬られた。

## 作曲活動など
1925年に『上級者のためのチェロ練習曲』を出版したほか、1944年にヨハン・セバスティアン・バッハの『無伴奏チェロ組曲』の校訂を行ったり、17世紀から18世紀にかけての作品の編曲を行ったりした。

## 同時代の作曲家との交流
エルマンノ・ヴォルフ＝フェラーリ、パウル・グレーナー、ユリエ・キルピネン、アレクサンドル・チェレプニンらがグリュンマーに曲を献呈した。また、マックス・レーガーは『無伴奏チェロ組曲イ短調 作品131c』を、ルドルフ・モーゼルは『ヴィオラ・ダモーレとガンバ、および弦楽オーケストラのための二重協奏曲 作品74』を献呈した。

## ヴィオラ・ダ・ガンバの復興者として
1925年に『ヴィオラ・ダ・ガンバ演奏法』を、1928年に "Viola da Gamba Schule für Violoncellisten und Freunde der Viola ga Gamba" を出版し、ヴィオラ・ダ・ガンバの復興に尽力した。チェンバロ奏者ワンダ・ランドフスカとのリサイタルなどのソロ活動を行うとともに、他の古楽器とのアンサンブルも行っており、チェンバロ奏者のギュンター・ミラン、ヴィオラ・ダモーレ奏者にしてグリュンマーの配偶者であるマルゴ・グリュンマー、同じくヴィオラ・ダ・ガンバ奏者である娘のシルヴィアらと共演した。グリュンマーは、古い音楽をオリジナルの楽器で演奏することを志向していた。
また、グリュンマーはマルタン・ベルトーらのチェロの通奏低音ソナタについて、本来はヴィオラ・ダ・ガンバのために作曲されたと主張したが、チェロ研究家のエリザベス・カウリングはこれを否定している。

## 教育活動
1907年から1913年にかけてウィーン音楽アカデミーで、1926年から1933年にかけてケルン音楽大学
で、1933年から1940年にかけてベルリン音楽大学で教鞭をとり、1940年から1946年にかけて再びウィーン音楽アカデミーで教えた。他にもザルツブルク、リスボンで教鞭をとった。また、1946年に引退したのちはスイスに移住し、チューリヒやツェルマットで後進の指導にあたった。
弟子にリヒャルト・クロチャック、ニコラウス・アーノンクール、アウグスト・ヴェンツィンガーがいる。

## レコーディング
1922年、ブッシュ弦楽四重奏団の一員として、ハイドンのセレナーデ全曲、モーツァルトの『弦楽四重奏曲第21番』の第2楽章と第3楽章、シューベルトの『弦楽四重奏曲第15番』の第3楽章、ヴェルディの『弦楽四重奏曲 』の第3楽章をシンポジウム・レーベルに録音した。